# Giuseppe Saracco

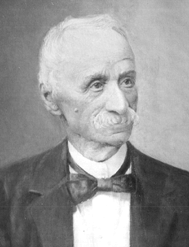
Giuseppe Saracco.

Giuseppe Saracco (Bistagno, 6 oktober 1821 - 19 januari 1907) was een Italiaans politicus en financier.

## Levensloop
Na een loopbaan als advocaat werd Saracco in 1849 lid van het Parlement van Piëmont en was een voorstander van Camillo Benso di Cavour. Na diens overlijden in 1861 koos hij voor de partij van Urbano Rattazzi en was in 1862 ondersecretaris van Openbare Werken in diens regering. In 1864 werd hij vervolgens secretaris-generaal van Financiën en in 1865 werd hij benoemd tot senator. Rond die periode werd hij meer en meer erkend als een financiële autoriteit.
In 1879 vond hij dat de volledige afschaffing van een korenbelasting uitgesteld te worden en werd hij een felle tegenstander van de losse financiële aanpak van minister Magliani. In 1887 werd hij minister van Openbare Werken in de regering van Agostino Depretis en in 1893 kreeg hij dezelfde ministerpost in de regering van Francesco Crispi, waar hij met de ernstige gevolgen van de corrupte en extravagante politiek van Depretis te maken kreeg. Ook voerde hij een sterker systeem voor overheidsdeelname in openbare werken in.
In november 1898 werd hij Senaatsvoorzitter en in juni 1900 kreeg Saracco de opdracht om een vredesregering te vormen na een crisis die de val van de regering van Luigi Pelloux had veroorzaakt. Tijdens zijn premierschap werd in juli 1900 koning Umberto I vermoord en in februari 1901 kwam zijn regering ten val na een stemming in de Kamer waarbij zijn zwakke houding na de algemene dokstaking in Genua werd veroordeeld. Vervolgens was hij tot in 1903 opnieuw Senaatsvoorzitter.